# Felicitas Particiaco
Felicitas Particiaco  var en dogaressa av Venedig, gift med Venedigs doge Giustiniano Participazio (r. 827-829).
Felicitas är den första hustrun till en doge vars namn är känt med säkerhet, nämligen från hennes mans testamente. I äldre publikationer förekommer hon under namnet Felicita Partecipazio.
I sin makes testamente, ett av de viktigaste dokumenten om Venedigs tidiga medeltida ekonomiska historia och samtidigt den närmaste tidskällan, utsågs Felicitas inte bara till testamentsexekutor och arvinge, utan hon skulle också hitta en lämplig plats för relikerna av Sankt Markus, som hade kommit från Alexandria till Venedig under hennes makes regeringstid. En basilika planerades på klostret San Zaccarias egendom, vilket Heinrich Kretschmayr visade genom sitt testamente ("De corpus vero beati Mar[ci impono Feleicita]ti uxor[i] mee, ut hedificet basilicam ad suum honorem infra territorio S. Zacharie.").
Denna centrala roll som Felicitas (och hennes svärdotter Romana) spelade, vilken redan nämndes i Doge Andrea Dandolos krönika på 1300-talet , återkom till historieskrivningen först genom utgåvan av denna krönika. Men än idag uppskattas det knappast. För Holly Hurlburt var hon en av de tidigmedeltida dogarinnorna som utövade enormt inflytande i bakgrunden.